# 704 Hauser
704 Hauser est une série télévisée américaine en six épisodes de 25 minutes, créée par Norman Lear et dont seulement cinq épisodes ont été diffusés entre le 11 avril et le 9 mai 1994 sur le réseau CBS. C'est un spin-off de la série All in the Family.
Cette série est inédite dans tous les pays francophones.

## Synopsis
La série abord le sujet du métissage dans une famille américaine.

## Distribution

### Acteurs principaux
- T.E. Russell : Thurgood Marshall « Goodie » Cumberbatch
- Maura Tierney : Cherlyn Markowitz
- Lynnie Godfrey (en) : Rose Cumberbatch
- John Amos : Ernie Cumberbatch

### Invités
- Gregory Sierra : Manny
- Lauren Tom : Margaret
- Casey Siemaszko : Joey Stivic
- Michele Lamar Richards : Jasmine

## Épisodes
1. Meet the Cumberbatches
2. Here's Why Ernie Should Never Be Left Home Alone
3. Ernie Live on Tape
4. Triskadekaphobia
5. All That Jasmine
6. Revelations

## Commentaires
Cette série, qui est une spin-off de All in the Family, a connu une controverse aux États-Unis en raison de l'histoire sentimentale entre les deux personnages principaux : un Afro-Américain et une Juive.